# J. Miller Tobin
John Miller Tobin (Condado de Hutchinson, 13 de janeiro de 1961) é um diretor e produtor de televisão americano. Como diretor, Tobin trabalhou na série de televisão Oz, The Agency, Numb3rs, Terminator: The Sarah Connor Chronicles, Supernatural, 90210, Gossip Girl e The Vampire Diaries; no qual também serviu como produtor. Tobin também trabalhou como assistente de direção em um número de longas-metragens, incluindo Fresh (1994) e The 24 Hour Woman (1999).